# 徐志文 (明朝)
徐志文，浙江新昌人，明朝政治人物。

## 生平
天順三年（1459年）舉己卯科浙江鄉試，天順八年，登甲申科進士，历仕工科给事中。